# Аксель Паульсен
Аксель Паульсен (норв. Axel Rudolf Paulsen; 18 червня 1855, Хрістіанія — 9 лютого 1938, Осло, Норвегія) — норвезький фігурист і ковзаняр, винахідник одного з найскладніших стрибків у фігурному катанні — «акселя». Виконував він стрибок не на фігурних, а на ковзанярських ковзанах. Цей стрибок, що включав тоді півтора обороту, Паульсен придумав у 1882 році для змагань у Відні і виконав як спеціальну фігуру. Паульсен так і не здобув перемогу, поступившись австрійцям Леопольду Фрею і Едуарду Енгельманну.

## Світові рекорди
- 1885: 1 англійська миля 3:26,4
- 1885: 10 англійських миль 39:07,4
- 1886: 1 англійська миля 3:05,4
- 1886: 3 англійських милі 10:33,0
- 1889: 20 англійських миль 1:09:15